# 라이언 베넷
라이언 베넷(Ryan Bennett, 1990년 3월 6일 ~ )는 잉글랜드의 축구 선수이다. 센터백이며, 케임브리지 유나이티드에서 활약하고 있다.